# Eriksfjord

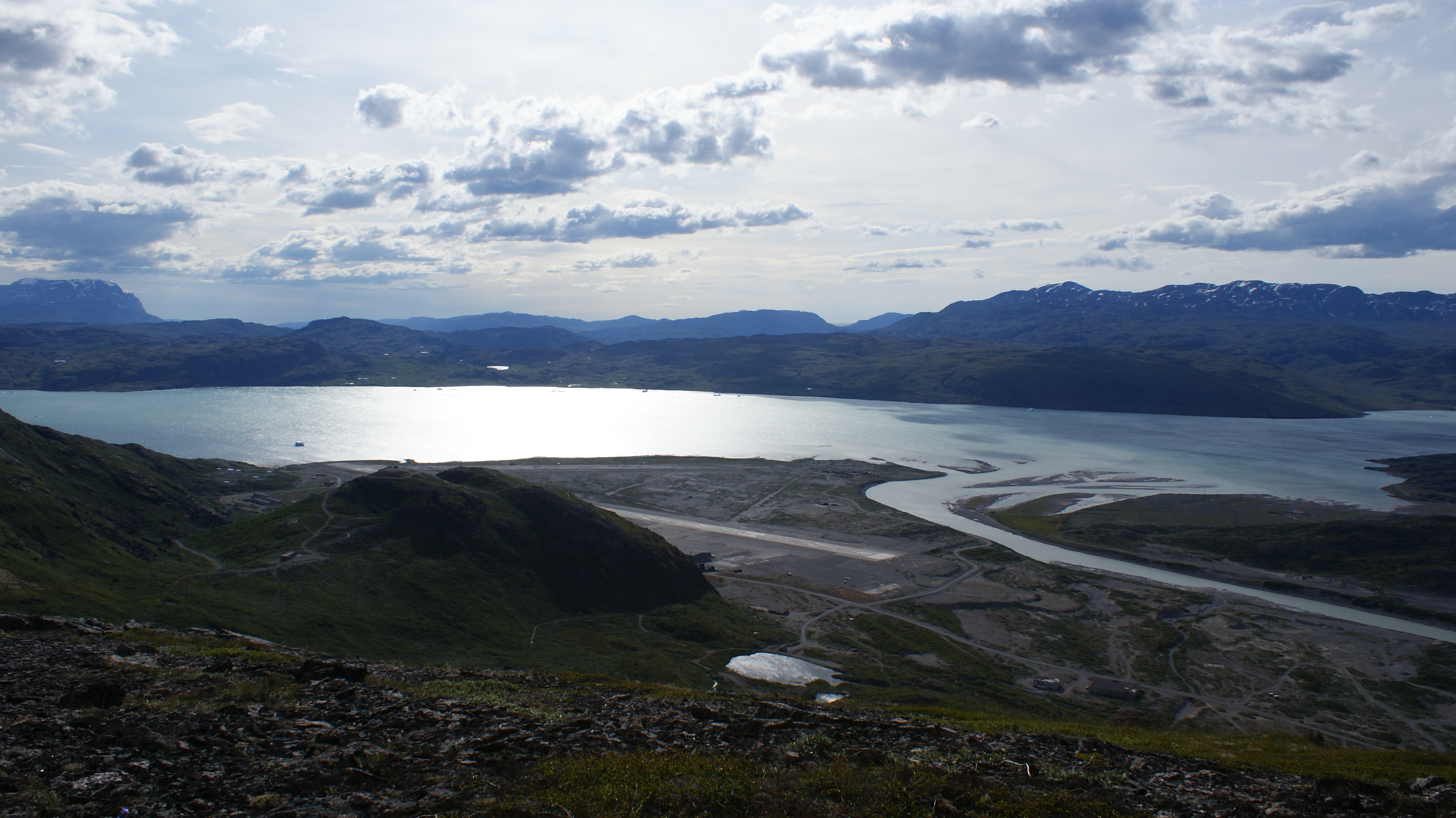

Eriksfjord (nu: Tunulliarfik Fjord) är en fjord på Grönlands sydvästkust som är namngiven efter Erik Röde som grundade bosättningen Österbygden där.